# Oxytate bhutanica
Oxytate bhutanica là một loài nhện trong họ Thomisidae.
Loài này thuộc chi Oxytate. Oxytate bhutanica được Hirotsugu Ono miêu tả năm 2001.